# Ana Cecilia Blum
Ana Cecilia Blum ( Guayaquil, 17 de marzo de 1972) es una escritora, poetisa, ensayista, narradora y periodista ecuatoriana.

## Carrera
Estudió Ciencias Políticas y Sociales en la Universidad Laica Vicente Rocafuerte de Guayaquil. Trabajó para varios medios e investigó sobre literatura en la Universidad Católica de Guayaquil, la Universidad Andina de Quito y la Universidad FACSO de Guayaquil. Actualmente vive entre Ecuador y los Estados Unidos. 

## Trabajos
- Descanso sobre mi sombra
- Donde duerme el sueño
- I am opposed
- En estas tierras
- La que se fue
- libre de espantos